# インドネシア海軍艦艇一覧
インドネシア海軍艦艇一覧は、インドネシア共和国海軍が過去保有した、または現在保有する、または将来保有する予定の、未完成・計画中止を含めた歴代艦艇一覧である。
凡例

## 現有勢力（2024年現在）
- 国防予算：90億6,600万ドル[1]
- 海軍人員：4万6,000名[1]
- 艦船隻数：175隻（排水量20t以上）[1]

潜水艦×4
209/1400型×3
209/1300型×1
フリゲート×10
コルベット×21
ミサイル艇×20
哨戒艇×61
ドック型輸送揚陸艦×4
マカッサル級×4
戦車揚陸艦×12
中型揚陸艦×9
揚陸艇×2
兵員輸送艦×2
掃海艇×9
測量/調査艦×5
練習艦×3
指揮艦×1
補給/給油艦×3
支援艦×3
病院船×4
航洋曳船×2
- 航空機数：98機[1]

艦載ヘリコプター×18
陸上固定翼機×70
陸上ヘリコプター×10
- コースト・ガード：船艇41隻[1]

## 艦艇一覧（近代海軍）

### 水上戦闘艦

#### 巡洋艦
- 『スヴェルドロフ』級 - 1隻

イリアン（201 Irian）※旧『オルジョニキーゼ（600 Ordzhonikidze）』

#### 駆逐艦
- 旧・英『N』級 - 1隻

ガジャ・マダ（Gadjah Mada）※旧『ノンパライル（G16 Nonpareil）』
- 『スコーリィ(30bis計画)』級 - 8隻

ブラウィジャヤ（306 Brawidjaja）※旧『ベツァロステニィ（Bezzhalostnyi）』
サウォエンガリン（204 Sawoenggaling）※旧『ヴネザプニィ（Vnezapnyi）』
スルタン・イスカンダル・モエダ（304 Soeltan Iskandar Moeda）※旧『ベツァヴェテニィ（Bezzavetnyi）』
ディポネゴロ（206 Diponegoro）※旧『ピルキィ（Pylkiy）』
シンガマラジャ（202 Singamaradja）※旧『ヴィラヅィテリヌィ（Vyrazitelnyi）』
シリワンギ（201 Siliwangi）※旧『ヴォレヴォイ（Volevoy）』
サンジャヤ（203 Sandjaja）※旧『ベスポコイニィ（Bespokoinyi）』
サルワジャラ（305 Sarwadjala）※旧『ボエヴォイ（Boevoy）』
- 『イマーム・ボンジョル』級 - 2隻

イマーム・ボンジョル（250 Imam Bonjol）
スーラパティ（251 Surapati）

#### フリゲート
- 旧・英『トライバル』級 - 3隻

マーサ・クリスティナ・ティヤハフ（331 Martha Kristina Tiyahahu）※旧『ズールー（F124 Zulu）』
ウィルヘルムス・ザカリアーシュ・ヨハネス（332 Wilhelmus Zakarias Yohanes）※旧『グルカ（F122 Gurkha）』
ハサヌディン（333 Hasanuddin）※旧『ターター（F133 Tartar）』
- 旧・米『クロード・ジョーンズ』級 - 4隻

サマディクン（341 Samadikun）※旧『ジョン・R・ペリー（DE-1034 John R. Perry）』
マルティダナタ（342 Martadinata）※旧『チャールズ・ベリー（DE-1035 Charles Berry）』
モンギシディ（343 Mongisidi）※旧『クロード・ジョーンズ（DE-1033 Claud Jones）』
ングラ・ライ（344 Ngurah Rai）※旧『マクモリス（DE-1036 McMorris）』
- Ahmad Yani級（旧・蘭『ファン・スペイク』級） - 6隻
- Ki Hajar Dewantara級 - 1隻

#### コルベット
- ファタヒラー級 - 3隻

ファタヒラー(361 Fatahillah)、マラハヤティ(362  Malahayati)、ナラ(363 Nara)
- シグマ型 - 4隻

ディポネゴロ(365 Diponegoro)、ハサヌデデイン(366 Hasanuddin)、スルタン・イスカンダル・ムダ(367 Sultan Iskandar Muda)
- 旧・独 パルヒム級 - 16隻
- Ki Hajar Dewantara級 - 1隻
- ブン・カルノ級コルベット - 2隻[2]

ブン・カルノ（Bung Karno）、ブン・ハッタ（370 Bung Hatta）

#### ミサイル艇
- マンダウ級ミサイル艇（英語版）

　マンダウ(621 Mandau)、レンコン(622 Rencong)、バディク(623 Badik)、ケリス(624 Keris)
- クルーリット級ミサイル艇（英語版）

　クルーリット(641 Clurit)、クジャン(642 Kujang)、ベラダウ(643 Beladau)、アラマン(644 Alamang)、スリク(645 Surik)、シワール(646 Siwar)、パラン(647 Parang)、テラパン(648 Terapang)
- サンパリ級ミサイル艇（英語版）

　サンパリ(628 Sampari)、トンバク(629 Tombak)、ハラサン(630 Halasan)、ケランビット(627 Kerambit)、カパック(625 Kapak)、パナ(626 Panah)
- クレワン級ミサイル艇

　クレワン(625 Klewang)、ゴロック(688 Golok)
- KCR-70M型ミサイル艇 - 2隻建造中[3]

### 潜水艦
通常動力型潜水艦
- カクラ級潜水艦 (209/1300型潜水艦) - 2隻

　カクラ(401 Cakra)、ナンガラ(402 Nangara)
- ナーガパーサ級潜水艦（英語版） (209/1400型潜水艦)- 3隻

　ナーガパーサ(403 Nagapasa)、アルデダリ(404 Ardadedali)、アルゴロ(405 Alugoro)
　　※ナーガパーサ、アルデダリは韓国建造、アルゴロはインドネシアにて建造

### 両用戦艦艇

#### 揚陸艦艇
ドック型揚陸艦
- ドクター・スハルソ級 - 1隻

ドクター・スハルソ(972 Dr Soeharso)
※ 病院船　旧「タンジュン・ダルペレ」
- マカッサル級 - 5隻

マカッサル(590 Makassar)、スラバヤ(591 Surabaya)、バンジャルマシン(592 Banjarmasin)、バンダ・アチェ(593 Banda Aceh)、スマラン(594 Semarang)
※ マカッサル、スラバヤは韓国建造、バンジャルマシン以降はインドネシアでライセンス生産
戦車揚陸艦
- 旧・米『LST-1』級 - 7隻
- テルク・アンボイナ
- テルク・セマンカ級 - 6隻
- テルク・ビントゥニ級[5]

### 補助艦艇

#### 補給艦艇
- 旧・英ローバー級給油艦 - 1隻

アルン(903 Arun)

### 哨戒艦艇

#### 哨戒・警備艦艇
哨戒艦
- ブラウィジャヤ級 - 1隻（1隻建造中）

ブラウィジャヤ（320 Brawijaya）、プラブ・シリワンギ（321 Prabu Siliwangi）